# 帕米尔蒿
帕米尔蒿（学名：Artemisia dracunculus var. pamirica）为菊科蒿属下的一个变种。